# Dziani
Dziani är en ort i Komorerna. Den ligger i den centrala delen av landet, 140 km öster om huvudstaden Moroni. Dziani ligger 289 meter över havet och antalet invånare är 1 754. Den ligger på ön Anjouan.
Terrängen runt Dziani är varierad. Havet är nära Dziani åt nordost.  Närmaste större samhälle är Moutsamoudou, 9,3 km väster om Dziani. 